# هارالد هيلستروم
هارالد هيلستروم (بالفنلندية: Harald Hellström)‏ هو محامي فنلندي، ولد في 2 نوفمبر 1877، وتوفي في 4 مايو 1960.